# Monte Abrams
O monte Abrams é uma montanha no condado de Ouray, Colorado, nos Estados Unidos.